# 07
07 è il sesto album in studio della cantante croata Nina Badrić, pubblicato nel 2007.

## Tracce
1. Kralj života mog – 4:24
2. Osjećaj – 3:57
3. Nek voda nosi ljubav – 3:52
4. Vlak – 5:26
5. Da se opet tebi vratim – 4:14
6. Ne dam te nikom – 4:09
7. Moje ludilo – 3:38
8. Dodiri od stakla – 3:22
9. Sila prirode – 3:57
10. Iz inata – 3:45
11. Imati pa nemati – 4:01
12. Ne dam te nikom – 5:05